# Týr (demo)
Týr – pierwsze, a zarazem ostatnie demo farerskiego zespołu o tej samej nazwie. Zostało wydane na jesieni 2000 roku przez wytwórnię Tutl. Każdy z utworów pojawił się na następnym albumie zespołu – How Far to Asgaard i odświeżone na najnowszych dziełach Týra. Mimo że tylko jeden spośród czterech utworów napisany jest w języku farerskim, wszystkie odwołują się do skandynawskich wierzeń i historii sprzed nadejścia chrześcijaństwa na te tereny.

## Lista utworów
1. "Ormurin Langi" – 5:40 (muzyka: Heri Joensen i Pól Arni Holm, tekst: Jens Christian Djurhuus(inne języki))
  - Utwór Ormurin Langi, jedyny w całości śpiewany po farersku został napisany przez Jensa Christiana Djurhuusa w latach 30. XIX wieku i jest dziś jedną z najpopularniejszych piosenek ludowych na Wyspach Owczych.
2. "How Far to Asgaard" – 29:27 (wł. 8:59) (muzyka: Heri Joensen, Pól Arni Holm i Kári Streymoy, tekst: Heri Joensen)
3. "God of War" – 7:08 (muzyka: Heri Joensen i Jón Joensen, tekst: Heri Joensen)
4. "Hail to the Hammer" – 4:34 (muzyka: Heri Joensen i Pól Arni Holm, tekst: Heri Joensen)

## Twórcy
1. Heri Joensen – gitara elektryczna
2. Kári Streymoy – perkusja
3. Gunnar H. Thomsen – bass
4. Jón Joensen – gitara elektryczna
5. Pól Arni Holm – wokal